# Aleochara maculata
Aleochara maculata är en skalbaggsart som beskrevs av Brisout de Barneville 1863. Aleochara maculata ingår i släktet Aleochara, och familjen kortvingar. Arten har ej påträffats i Sverige.